# نجمة هبة الله
نجمة أكبر علي هبة الله (بالهندية: नजमा हेपतुल्ला) (ولدت في 13 أبريل 1940م) هي سياسية هندية كانت مستشارة الجامعة الملية الإسلامية من عام 2017 إلى عام 2023. وكانت لست دورات نائبًا في البرلمان الهندي بين عامي 1980 و2016، ونائب رئيس مجلس الشيوخ لمدة ستة عشر عامًا عندما كانت عضوًا في المؤتمر الوطني. شغلت منصب وزيرة الأقليات من 2014 إلى 2016. ومن عام 2016 إلى عام 2021، شغلت منصب الحاكم السادس عشر لولاية مانيبور.
1. ↑  Encyclopædia Britannica | Najma Heptulla (بالإنجليزية), QID:Q5375741